# Canton de Rémire-Montjoly
Canton de Rémire-Montjoly är ett arrondissement i Franska Guyana (Frankrike). Det ligger i den nordöstra delen av Franska Guyana, 8 km sydost om huvudstaden Cayenne.